# 掛澗駅
掛澗駅（かかりまえき）は、北海道（渡島総合振興局）茅部郡森町砂原西3丁目にある北海道旅客鉄道（JR北海道）函館本線（通称：砂原支線）の駅である。駅番号はN65。電報略号はリマ。事務管理コードは▲140156。

## 歴史

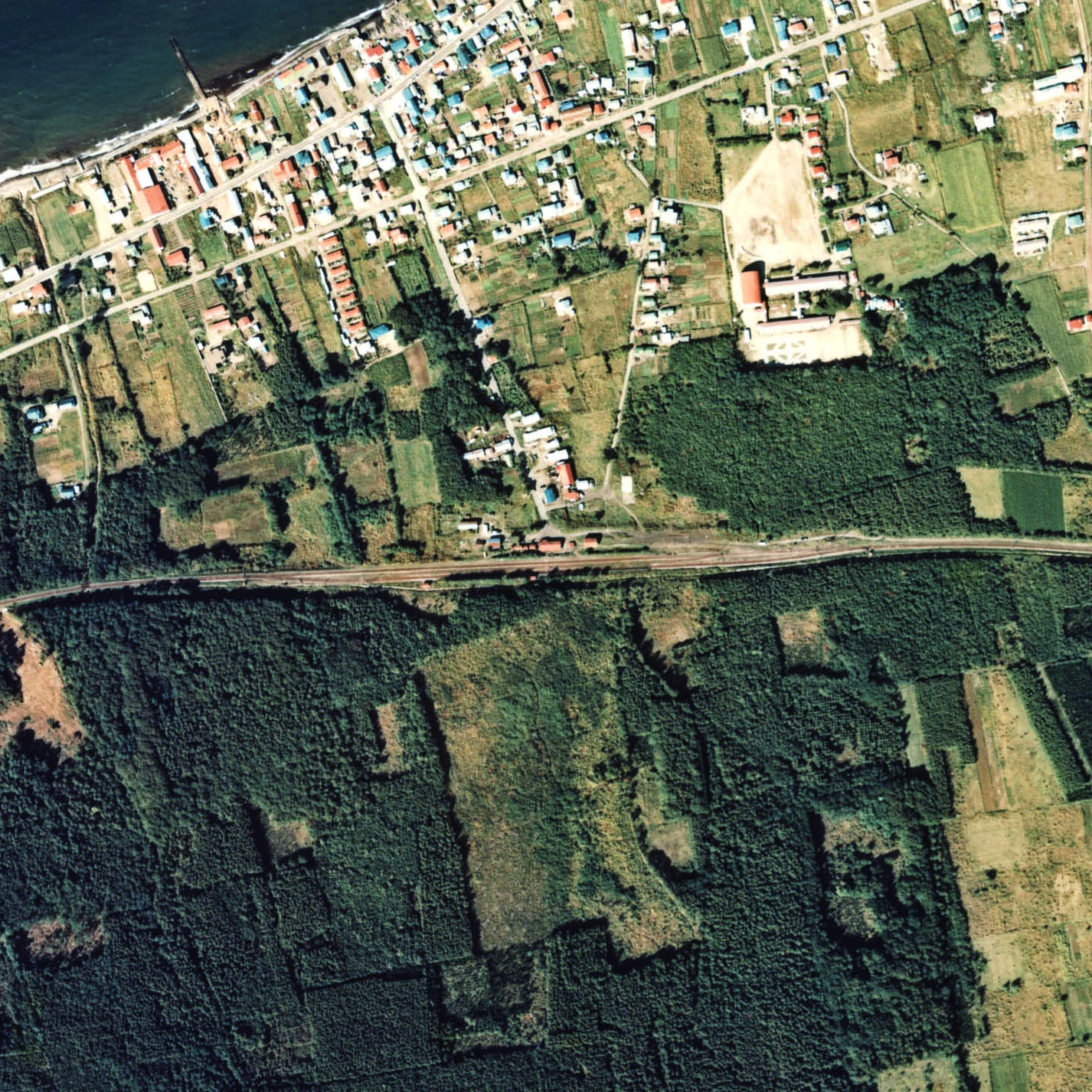
1976年の掛澗駅と周囲約1km範囲。右が鹿部・大沼方面。渡島海岸鉄道の旧駅は当駅より海岸寄りに位置した。

- 1927年（昭和2年）12月25日：渡島海岸鉄道東森仮駅 - 砂原駅間開通に伴い開業[3]。一般駅。現在とは別の場所に位置した[4]。
- 1945年（昭和20年）1月25日：渡島海岸鉄道国有化に伴い、国有鉄道函館本線の駅となり、新線上に再開業[2]。
- 1949年（昭和24年）6月1日：日本国有鉄道法施行に伴い、日本国有鉄道（国鉄）に継承。
- 1971年（昭和46年）10月26日：貨物・荷物扱い廃止[5]。同時に無人化[6][5]。
- 1987年（昭和62年）
  - 3月：駅舎改築[5]。
  - 4月1日：国鉄分割民営化に伴い、北海道旅客鉄道（JR北海道）に継承。
- 2007年（平成19年）10月1日：駅ナンバリングを実施[7]。

### 駅名の由来
当駅の所在する地区名より。地域名は和名と思われ、「舟がかりする・入江」の意味とされる。地区名はかつて「船かかりま」と言っていたのが「かかりま」に短縮され「掛澗」の字を当てた。

## 駅構造
相対式ホーム2面2線を有する地上駅で、列車交換可能な交換駅となっている。互いのホームは駅舎側ホーム中央部分と対向側ホーム中央部分を結んだ跨線橋で連絡している。駅舎側（北側）ホームが上り線、対向側ホームが下り線となっている（番線表示なし）。上下線共に安全側線を有する。尚、1983年（昭和58年）4月時点では、対向側ホームの下り線は上下共用であった。また、下り線大沼方と上下共用線森方とを結ぶ亘り線の変形的な中線を1線有していた。この中線は1993年（平成5年）3月時点では撤去されていた。転轍機の形状は上り線からの片開き分岐である。
森駅管理の無人駅となっている。駅舎は構内の北側に位置しホーム西側に接している。有人駅時代の駅舎は改築され、サイディング張りの小ぢんまりとした駅舎が建築されている。駅舎とは別棟でトイレ棟を有する。有人駅時代の駅舎は鹿部駅などと同形であった。駅の標高は18.5mである。

### のりば
| ホーム | 路線                    | 方向 | 行先           |
| ------ | ----------------------- | ---- | -------------- |
| 駅舎側 | ■ 函館本線 （砂原支線） | 上り | 函館方面       |
| 反対側 | ■ 函館本線 （砂原支線） | 下り | 森・長万部方面 |

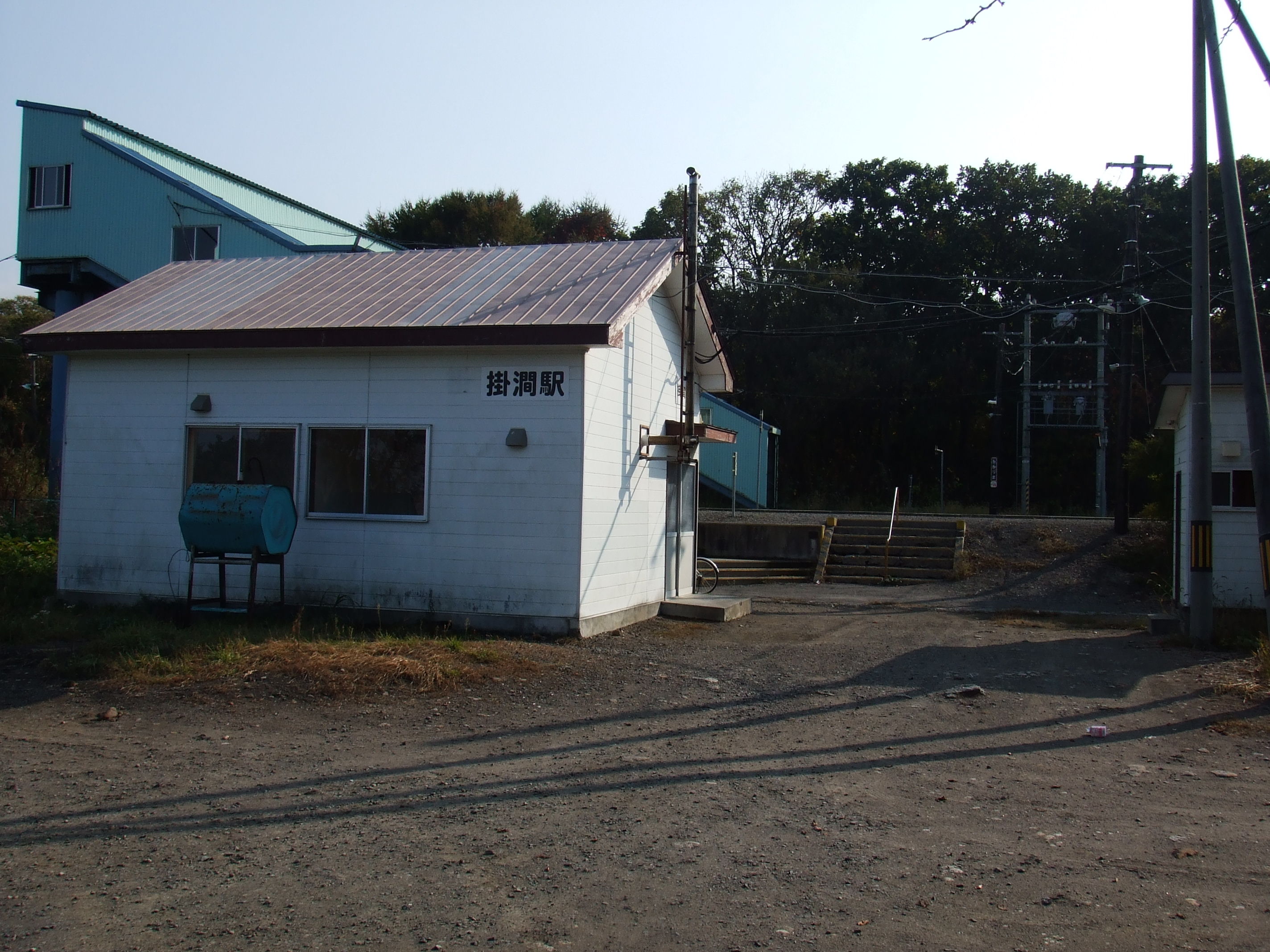
駅舎（2008年10月）
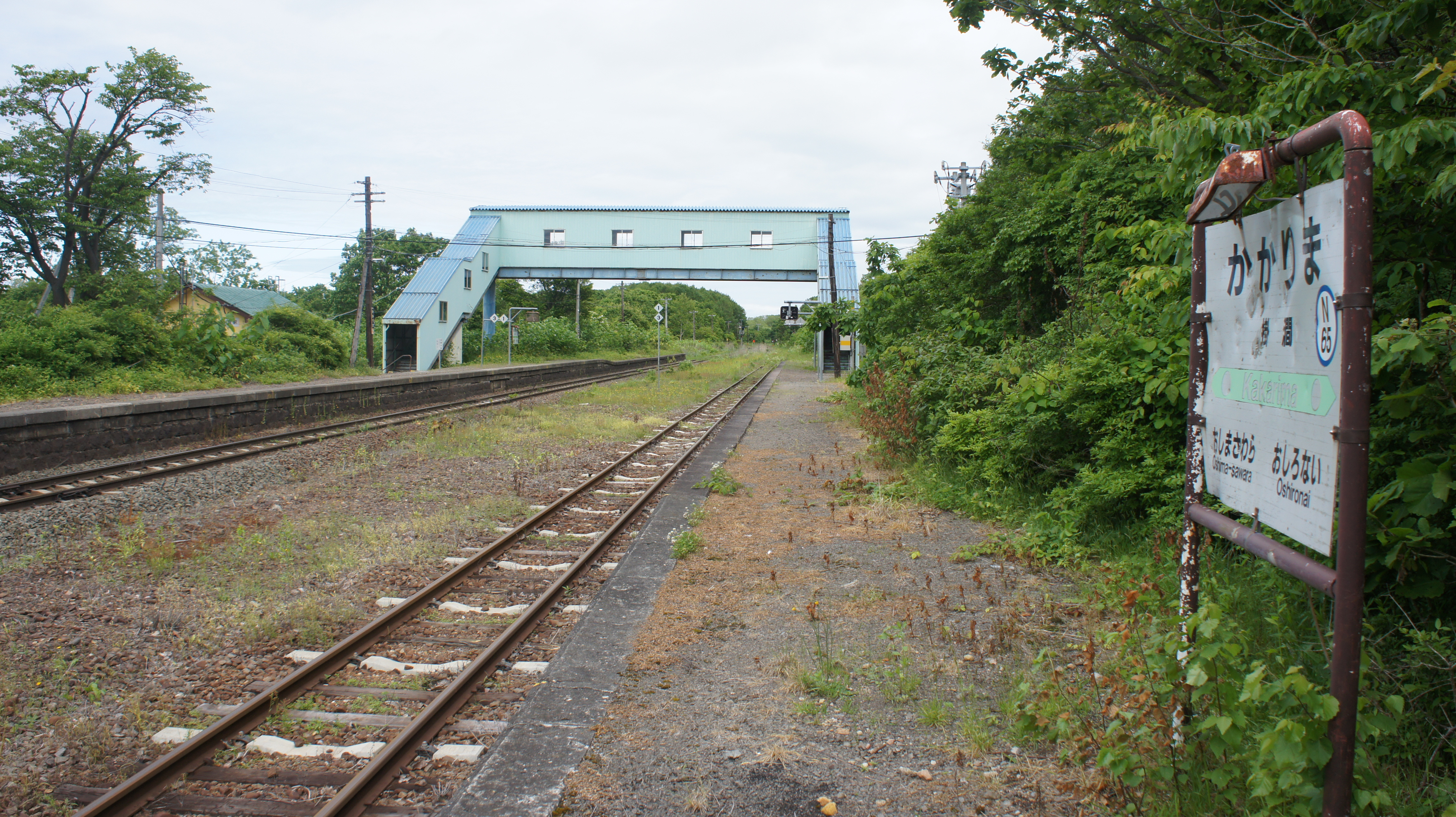
ホーム（2018年6月）
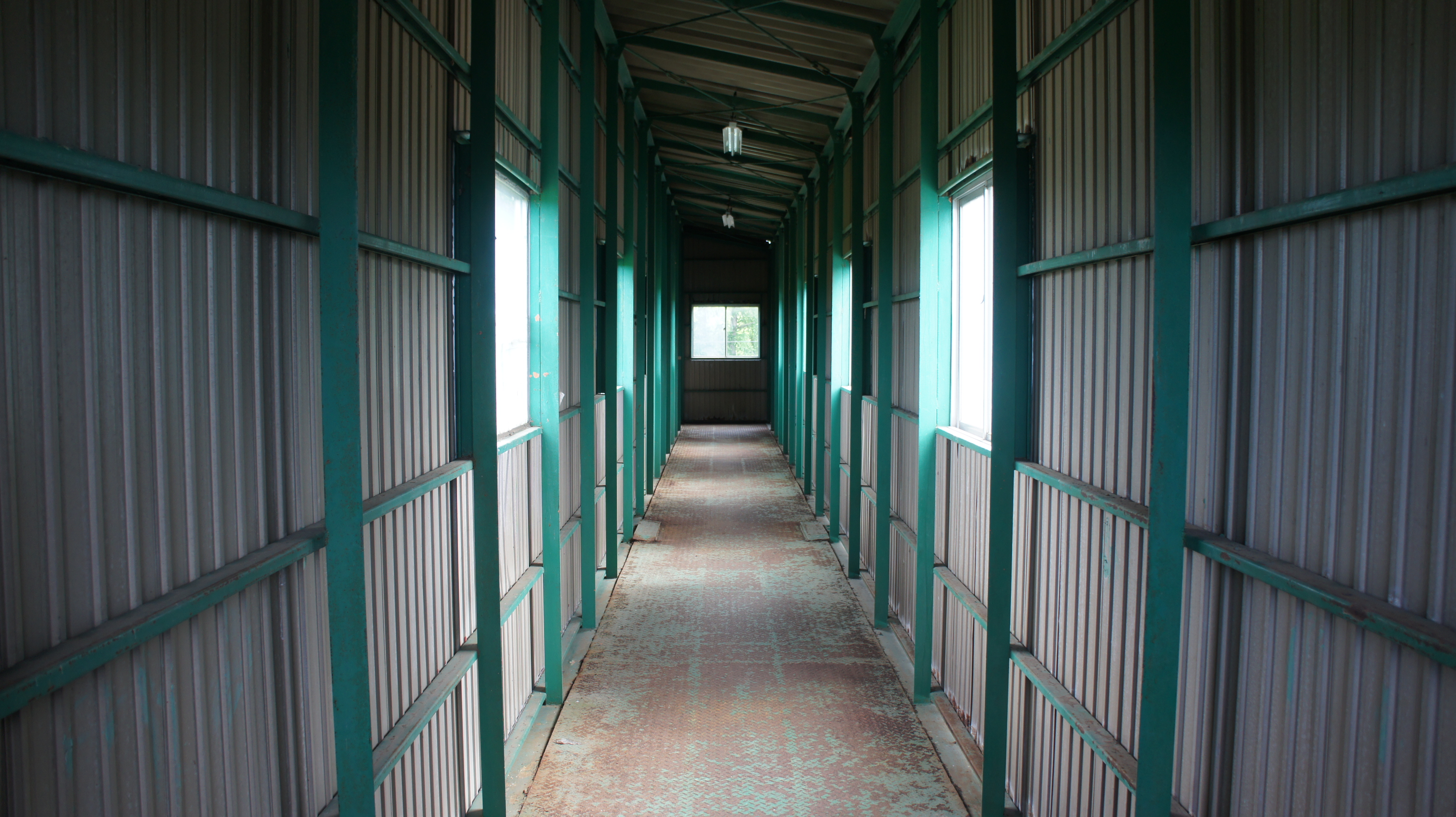
跨線橋（2018年6月）

## 渡島海岸鉄道
渡島海岸鉄道時代の掛澗駅は、現在の駅の北西、掛澗漁港から国道278号に至る道路の交差点附近に位置した。跡地は2003年（平成15年）時点では空地になっていた。
また、砂原線に転用されなかった線路跡は、2003年（平成15年）時点では国道278号に転用されていた。

## 利用状況
乗車人員の推移は以下の通り。年間の値のみ判明している年度は日数割で算出した参考値を括弧書きで示す。出典が「乗降人員」となっているものについては1/2とした値を括弧書きで乗車人員の欄に示し、備考欄で元の値を示す。
また、「JR調査」については、当該の年度を最終年とする過去5年間の各調査日における平均である。
| 年度               | 乗車人員（人） | 乗車人員（人） | 乗車人員（人） | 出典   | 備考                 |
| 年度               | 年間           | 1日平均        | JR調査         | 出典   | 備考                 |
| ------------------ | -------------- | -------------- | -------------- | ------ | -------------------- |
| 1978年（昭和53年） |                | 57.0           |                | [ 14 ] |                      |
| 1981年（昭和56年） |                | (29.5)         |                | [ 11 ] | 1日乗降客数は59人。  |
| 1992年（平成4年）  |                | (94.0)         |                | [ 10 ] | 1日乗降客数は188人。 |
| 2017年（平成29年） |                |                | 25.0           | [ 15 ] |                      |
| 2018年（平成30年） |                |                | 25.0           | [ 16 ] |                      |

## 駅周辺
内浦湾の海岸に近い。
- 国道278号
- 北海道道1028号森砂原線
- 掛澗郵便局
- 掛澗漁港[12]
- 内浦湾
- 駒ヶ岳
- 森町地域公共交通バス「掛澗駅通り」[17]

## 隣の駅
北海道旅客鉄道（JR北海道）
■函館本線（砂原支線）
渡島砂原駅 (N66) - 掛澗駅 (N65) - 尾白内駅 (N64)

### かつて存在した路線
渡島海岸鉄道
渡島海岸鉄道線
尾白内駅 - 尾白内学校裏停留所 - 押出停留所 - 掛澗駅 - 東掛澗停留所 - 度杭崎停留所 - 砂原駅